# サマリア人

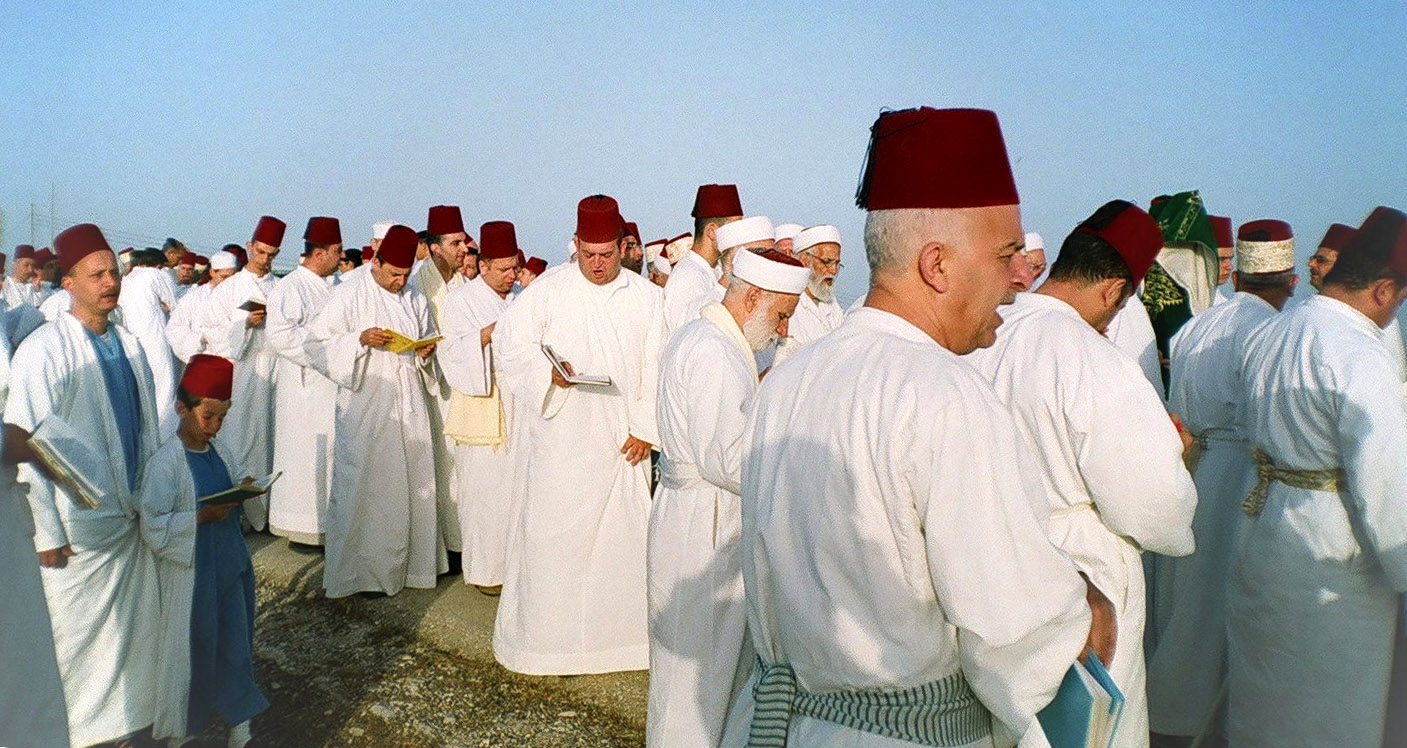
ゲリジム山のサマリア人（2006年）。

サマリア人（サマリア語: ࠔࠠࠌࠝࠓࠩࠉࠌ、さまりあじん、さまりあびと）とは、時代によって意味が変わるが、主にサマリア地方の住民、特にイスラエル人とアッシリアからサマリアに来た移民との間に生まれた人々やその子孫、およびサマリア教徒のことをいう。

## 概要
サマリア人はホロン（テルアビブ近郊）とシェケム（ナブルス）を中心に住む人々。北イスラエル10部族のうちエフライム族・マナセ族に加え、レビ族の末裔を自認している。独自の宗派サマリア教を信仰している。2016年現在、初代アロンから数えて137代目と伝わる独自の大祭司とその家系図を擁している。
シェケムに住むサマリア人はイスラエル・ヨルダン・パレスチナ自治区のパスポートを持つため、タクシーやトラック輸送など物流にかかわる仕事に就く者も多い。
全盛期には300万人を擁していたが、長年の支配と迫害によって1917年には147人にまで減ってしまった。その後、改宗者の女性を配偶者として受け入れるなどして、2015年には777人にまで回復した。

## 歴史
サマリアは北イスラエル王オムリが築いた都であったが、アッシリア王サルゴン2世の攻撃により紀元前721年に陥落。住民は捕囚の民となり指導的地位にあった高位者は強制移民により他の土地に移され、サマリアにはアッシリアからの移民が移り住んだ。このとき旧イスラエル王国領の残留イスラエル人と、移民との間に生まれた人々がサマリア人と呼ばれた。
彼等は少なくとも紀元1世紀頃のユダヤ人たちから、サマリア人が自分たちと同じ神を崇めるのは「『列王記』下17：27-28にあるように、戻ってこられた北イスラエル王国の祭司が布教したから」として、北イスラエル王国と直接関係ないアッシリア系移民の子孫と見られていた（後述のフラウィウス・ヨセフス『ユダヤ古代誌』第9巻277-290節にこうした記述がある）。
また、アレクサンドロス大王の時代にゲリジム山に独自に神殿を築いたこともユダヤ人たちからよく思われず、ハスモン朝ユダヤ王国のヨハネ・ヒルカノス1世によるサマリア地方侵攻時（BC128年）に前述のゲリジム山の神殿が破壊されるという事態が起こっている。
なお『列王記』の記述（偶像崇拝や多神教的な要素があったなど）で誤解されやすいが、サマリア教はアッシリア捕囚の直後はともかく、西暦1世紀頃までには、ヤハウェを唯一神とし、偶像崇拝は行わず、モーセをもっとも偉大な預言者として、割礼や安息日といったユダヤ教と同じ風習も持っていたが、相違点として聖地はエルサレムではなくゲリジム山であり、モーセ五書（トーラー）は聖典であったが他の書（ユダ王国起源のものなど）は聖典に加えなかったなどがあり、特にユダヤ教のファリサイ派とはトーラーにない宗教的規定を守るかどうかで考えが異なっていた（なお、サドカイ派は規定についてサマリア人と同じように「トーラーを守ればよい」としていた）。
『ユダヤ古代誌』第9巻の記述などを見る限り、この時代のユダヤ人がサマリア人を嫌ったのは異教徒や異民族との混血ではなく「自分たちを都合によってユダヤ人と同族扱いしたり、逆に他からの移住者で関係ないとする日和見的な人たちだ」といったように見ていたためらしい（同書290節附近）。
もっとも、ユダヤ人たちもサマリア人を完全に異民族として見ていたわけではなく、前述のヨセフスの『ユダヤ戦記』と『ユダヤ古代誌』でもユダヤ人の領域を上げる際にサマリアが入っていたり、ラビたちもタルムードでサマリア人を異教徒扱いにするかユダヤ人に準ずるかで意見が分かれたり、キリスト教の『マタイの福音書』にもイエスの弟子たち（主にガリラヤ在住のユダヤ人）が、サマリア人を異民族に入れるのか否なのか迷うらしい描写がある。
これ以外にも新約聖書にはしばしば登場し、イエスの福音を受け入れたものも多かった。また、イエスも彼等を迫害の対象とはせず、「隣人」として受け入れていた。
ローマ帝国時代の37年、ユダヤ総督のポンテラス・ピラトゥス（ピラト）が、ゲリジム山に臨時の礼拝に来たサマリア人を暴動目的の集結と思い、軍を用いて強引に鎮圧させ死傷者多数発生。後日サマリア人の指導者が上記の虐殺は冤罪だとピラトゥスの上司のシリア総督に訴えた結果、ピラトゥスは更迭された。
ユダヤ総督がクマノスの時代、エルサレムへ向かうガリラヤ人複数人がサマリアのギナエという村で殺害される事件が発生、クマノス総督の対応が悪いと不満を持ったユダヤ人たちとサマリア人たちとの間に抗争が起き、最終的にクマノスが流刑になるほどの問題となる。
66年、ユダヤ戦争勃発でシケム近郊のサマリア人たちも蜂起し、ゲリジム山に集まるがウェスパシアヌス将軍率いるローマ軍に鎮圧された。
東ローマ帝国のゼノン皇帝の時代、サマリア人が反乱を起こすが鎮圧され、彼らのシナゴーグがキリスト教会に改変される。
現在、ユダヤ人たちとは和睦が成立し、ユダヤ教徒の一派として認められている。
サマリア人の人口は、長年の迫害や同族内での結婚が続いた結果、20世紀初頭には150名程度の集団になってしまった。その後ユダヤ人女性との通婚などで、2007年には700名余りに回復したものの、依然厳しい状況は続いている。特に男性の結婚難が深刻で、近年ではロシアや東欧に新婦となる女性を求める動きが見られるが、伝統的なサマリアの習俗への服従等が足かせとなって、思うようにはいっていないようである。
さらに、ヨルダン川西岸地区の帰趨によっては、サマリア人は聖地を捨ててユダヤ人に同化するか、それともゲリジム山に逼塞して平和を待つかという、厳しい選択を迫られることになる。

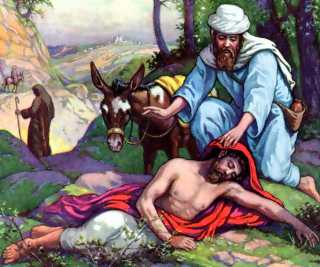
「善きサマリア人」

## 善きサマリア人

### 逸話の内容
有名なイエスの説法に、「善きサマリア人」の逸話がある。
祭司やレビ人が見て見ぬふりをしたのは、両者は祭礼にかかわる人物であり、人命救助より祭礼を優先したとする説。また、同じく祭礼にかかわる人物には「死体に触れてはならない」禁忌があり、被害者がもし死んでいたならば、禁忌に反することになることを恐れたためという説がある。
このことから、「善きサマリア人」とは、「そのことによって、自分が不利益を被るリスクを顧みず人助けをする行為」を指すようになった。

## 有名なサマリア人
- ユリアヌス・ベン・サバル（英語版）
- ババ・ラッバー（英語版）
- アンドロニクス・ベン・メシュッラム（英語版）
- シモン・マグス
- ソフィー・ツェダカ（英語版）（イスラエルの女優、歌手）

## サマリア人協会
サマリア人協会という団体があり、メンタルヘルスをサポートするイギリスのチャリティー団体として活動を行っている。